# Habronyx sulcator
Habronyx sulcator är en stekelart som först beskrevs av Morley 1913.  Habronyx sulcator ingår i släktet Habronyx och familjen brokparasitsteklar. Inga underarter finns listade i Catalogue of Life.